# SN 2010bm
SN 2010bm – supernowa typu II-P odkryta 4 kwietnia 2010 roku w galaktyce A112204+0926. W momencie odkrycia miała maksymalną jasność 18,30m.